# Loweia argentea
Loweia argentea är en fjärilsart som beskrevs av Gussich 1930. Loweia argentea ingår i släktet Loweia och familjen juvelvingar. Inga underarter finns listade i Catalogue of Life.